# Lachesilla laciniosiforceps
Lachesilla laciniosiforceps är en insektsart som beskrevs av Garcia Aldrete 1999. Lachesilla laciniosiforceps ingår i släktet Lachesilla och familjen kviststövsländor. Inga underarter finns listade i Catalogue of Life.